# Società Ginnastica Andrea Doria - Sezione Calcio 1922-1923
Questa pagina raccoglie i dati riguardanti la Società Ginnastica Andrea Doria nelle competizioni ufficiali della stagione 1922-1923.

## Stagione
L'Andrea Doria riuscì a conquistare la salvezza senza patemi classificandosi al sesto posto nel girone C della Lega Nord, con un margine di otto punti sulla zona retrocessione.

## Rosa
| N. |                   | Ruolo | Calciatore                    |
| -- | ----------------- | ----- | ----------------------------- |
|    | Italia (bandiera) | P     | Mario Seghesio                |
|    | Italia (bandiera) | D     | Giacomo Bergamino             |
|    | Italia (bandiera) | D     | Enrico Capris                 |
|    | Italia (bandiera) | D     | Adolfo Pollastro              |
|    | Italia (bandiera) | C     | Giovanni Battista Bagnasco II |
|    | Italia (bandiera) | C     | Orazio Bisio                  |
|    | Italia (bandiera) | C     | Tito Carbone                  |
|    | Italia (bandiera) | C     | Adolfo Cornazzani             |
|    | Italia (bandiera) | C     | Cesare Cusano                 |
|    | Italia (bandiera) | C     | Angelo Dellacasa              |

| N. |                   | Ruolo | Calciatore         |
| -- | ----------------- | ----- | ------------------ |
|    | Italia (bandiera) | C     | Giuseppe Ghiglione |
|    | Italia (bandiera) | A     | Alessandro Bollani |
|    | Italia (bandiera) | A     | Luigi Borfico      |
|    | Italia (bandiera) | A     | Mario Chiominato   |
|    | Italia (bandiera) | A     | Achille Gavoglio   |
|    | Italia (bandiera) | A     | Mario Torriani     |
|    | Italia (bandiera) |       | Igino Furzi        |
|    | Italia (bandiera) |       | Mario Pitto        |
|    | Italia (bandiera) |       | Traverso           |

## Risultati

### Prima Divisione

#### Girone C

##### Girone di andata
| Arbitro: | Tessari (Vicenza) |

|                        |           |            |
| Banfi 30’ Preti II 38’ | Marcatori | 57’ Cusano |

| Arbitro: | Barnabò (Milano) |

|                             |           |             |
| Cusano 33’ Bergamino II 49’ | Marcatori | 27’ Bonardi |

| Arbitro: | Bistoletti (Milano) |

|                               |           |            |
| Busini I 5’ (rig.) Girani 57’ | Marcatori | 11’ Cusano |

| Arbitro: | Mombelli (Casale Monferrato) |

|                             |           |              |
| Cusano 2’, 87’ Torriani 31’ | Marcatori | 77’ Vercelli |

| Arbitro: | Vota (Torino) |

|             |           |                |
| Veronesi 4’ | Marcatori | 25’ Chiominato |

| Arbitro: | Tradico (Milano) |

|                      |           |                |
| Cusano 33’ Bisio 36’ | Marcatori | 15’ Meneghetti |

| Arbitro: | Armano (Torino) |

|  |           |                                                                         |
|  | Marcatori | 10’ Bollani 30’ (rig.) Torriani 55’ Bagnasco II 65’ Cusano 75’ Gavoglio |

| Arbitro: | Mauro (Milano) |

|                          |           |                                 |
| Ricci 10’ Del Debbio 50’ | Marcatori | 12’ Borfico 70’ (aut.) Giuntoli |

| Arbitro: | A.Gama (Milano) |

|                               |           |  |
| Cattaneo 51’, 85’ Gandini 83’ | Marcatori |  |

| Arbitro: | Crivelli (Milano) |

|           |           |                 |
| Cusano 4’ | Marcatori | 63’ Jacoponi II |

| Arbitro: | Cattaneo (Milano) |

|                                                                |           |  |
| Bagnasco II 2’, 19’, 22’, 47’ Torriani 15’ Gavoglio 28’ (rig.) | Marcatori |  |

##### Girone di ritorno
| Arbitro: | A.Gama Sr. (Milano) |

|                |           |  |
| Chiominato 64’ | Marcatori |  |

| Brescia 11 febbraio 1923 13ª giornata | Brescia          | 0 – 0 | Andrea Doria | Stadio di via Cesare Lombroso\| Arbitro: \| Tradico (Milano) \| |
| Arbitro:                              | Tradico (Milano) |       |              |                                                                 |

| Arbitro: | Barnabò (Milano) |

|             |           |                     |
| Bollani 20’ | Marcatori | 73’ (rig.) Busini I |

| Arbitro: | Majani (Torino) |

|               |           |  |
| Toselli I 50’ | Marcatori |  |

| Arbitro: | Gera (Torino) |

|                              |           |                 |
| Cusano 46’ Torriani 68’, 70’ | Marcatori | 18’ Olivieri II |

| Arbitro: | Venegoni (Legnano) |

|                                                             |           |  |
| Meneghetti 27’, 50’, 55’ Munerati 33’, 60’, 78’ Locarni 54’ | Marcatori |  |

| Arbitro: | Panzeri (Milano) |

|                                                                   |           |  |
| Cusano 15’ Bagnasco II 41’, 60’ Pollastro 62’ Cornazzani 67’, 76’ | Marcatori |  |

| Arbitro: | U. Gama (Milano) |

|                                           |           |  |
| Cusano 7’ Cornazzani 25’, 63’ Borfico 85’ | Marcatori |  |

| Arbitro: | Barnabò (Milano) |

|                 |           |            |
| Bagnasco II 10’ | Marcatori | 14’ Brezzi |

| Arbitro: | Alfieri (Bologna) |

|                                  |           |  |
| Magnozzi 50’ (rig.) Scazzola 65’ | Marcatori |  |

| Arbitro: | Muttoni (Treviglio) |

|                  |           |  |
| Migliore 8’, 12’ | Marcatori |  |

## Statistiche

### Statistiche di squadra
| Competizione    | Punti | In casa | In casa | In casa | In casa | In casa | In casa | In trasferta | In trasferta | In trasferta | In trasferta | In trasferta | In trasferta | Totale | Totale | Totale | Totale | Totale | Totale | DR  |
| Competizione    | Punti | G       | V       | N       | P       | Gf      | Gs      | G            | V            | N            | P            | Gf           | Gs           | G      | V      | N      | P      | Gf     | Gs     | DR  |
| --------------- | ----- | ------- | ------- | ------- | ------- | ------- | ------- | ------------ | ------------ | ------------ | ------------ | ------------ | ------------ | ------ | ------ | ------ | ------ | ------ | ------ | --- |
| Prima Divisione | 24    | 11      | 8       | 3       | 0       | 30      | 7       | 11           | 1            | 3            | 7            | 10           | 22           | 22     | 9      | 6      | 7      | 40     | 29     | +11 |

### Statistiche dei giocatori
| Giocatore         | Prima Divisione | Prima Divisione |
| Giocatore         | Presenze        | Reti            |
| ----------------- | --------------- | --------------- |
| G. Bagnasco (II)  | 20              | 8               |
| G. Bergamino (II) | 22              | 1               |
| O. Bisio          | 10              | 1               |
| A. Bollani        | 9               | 2               |
| L. Borfico        | 15              | 2               |
| E. Capris         | 16              | 0               |
| T. Carbone        | 14              | 0               |
| M. Chiominato     | 13              | 2               |
| A. Cornazzani     | 7               | 4               |
| C. Cusano         | 21              | 11              |
| A. Dellacasa      | 3               | 0               |
| I. Furzi          | 2               | 0               |
| A. Gavoglio       | 3               | 2               |
| G. Ghiglione      | 20              | 0               |
| M. Pitto          | 1               | 0               |
| A. Pollastro      | 22              | 1               |
| M. Seghesio       | 22              | -29             |
| M. Torriani       | 21              | 5               |
| Traverso          | 1               | 0               |